# الهيبة (فلم)
الهيبة هو فِلم إثارة درامي لبناني سوري لعام 2022، عُرض أول مرَّة في 28 سبتمبر 2022. وهو من إخراج سامر برقاوي، وتأليف وسيناريو سامر نصر الله، وإنتاج شركة صبَّاح إخوان (سيدرز آرت برودكشن Cedars Arts Production). وبطولة تيم حسن. صُوِّر الفِلم في تركيا.

## القصة
تدور أحداث الفِلم حول "جبل"، الذي تطلب منه عصابة مافيا تنفيذ مهمة تنطوي على تخليص ابن مستثمر روسي اختُطف في منطقة السهل، ولإرغامه على تأدية المهمة يخطفون ابن أخيه “جو”، إلا أن ابن المستثمر يُقتَل على يد تجار المخدرات في عملية تحرير فاشلة، ويتفاوض رجال المافيا مع جبل على تسليم جثة الطفل في إسطنبول مقابل إعادة ابن أخيه جو، وهنا تبدأ معركته معهم.

## فريق العمل
| تأليف وسيناريو وحوار | الإخراج       | الإنتاج             |
| -------------------- | ------------- | ------------------- |
| - سامر نصر الله      | - سامر برقاوي | - سيدرز آرت برودكشن |

### الممثلون
| الممثل      | اسم الشخصية         | البلد |
| ----------- | ------------------- | ----- |
| تيم حسن     | جبل                 | سوريا |
| زينة مكي    | زينة                | لبنان |
| سعيد سرحان  | علي شيخ الجبل       | لبنان |
| محمد عقيل   | الشايب (أبو طلال)   | لبنان |
| منى واصف    | ناهد عمران (أم جبل) | سوريا |
| كنان تشوبان | أوزار               | تركيا |

## روابط خارجية
- مقالات تستعمل روابط فنية بلا صلة مع ويكي بيانات